# Adamsville (Alabama)
Adamsville es un suburbio de Birmingham, Alabama, Estados Unidos al norte de Mulga. En el censo de 2000, su población era de 4.965. Según la estimaciones de 2005 del Censo de EE. UU., la ciudad tenía una población de 4845. 

## Geografía
Según la Oficina del Censo de los EE. UU., la ciudad tiene un área total de 19,6 millas cuadradas (50,8 km ²), de los cuales, 19,6 millas cuadradas (50,8 km ²) son de tierra y el 0,05% es de agua.